# إيلي روبينز
إيلي روبينز (بالإنجليزية: Eli Robins)‏ (من مواليد تكساس عام 1921 - وتُوفي في واشنطن عام 1994) هو طبيب نفسي أمريكي لعب دورًا محوريًا في تحديد طريقة تشخيص الاضطرابات النفسية وتشخيصها اليوم.

## حياته المهنية
انتهى روبينز من تدريبه الطبي وإقامته في جامعة هارفارد، حيث عمل تحت إشراف الطبيب النفسي ماندل إ. كوهين، الذي كان له تأثير كبير على حياته المهنية، وأول من وضع أفكارًا حول التعاريف الإجرائية التي طورّها مؤخرًا الفيزيائي والفيلسوف في جامعة هارفارد بيرسي ويليامز بريدجمان. رفض روبنز التحليل النفسي المهيمن آنذاك، بعد أن خضع له شخصيًا لمدة عام كما هو الحال في التدريب، ووصفه بأنه «سخيف» (حيث كان له قريب انتحر في مستشفى ماكليان التابع لجامعة هارفارد، طرق التحليل النفسي).

## الانتقال إلى سانت لويس
انتقل روبنز إلى قسم الطب النفسي في جامعة واشنطن في سانت لويس في عام 1949، في البداية كزميل في علم الأدوية يعمل في مختبر أوليفر لوري للكيمياء الحيوية، مؤلف الورقة العلمية الأكثر استشهادًا من أي وقت مضى لطريقة قياس البروتينات.
نشر روبينز طوال حياته المهنية أبحاثًا عن الكيمياء العصبية في الدماغ وعلم الأنسجة. وقال أنه سيؤلف أكثر من 175 مقالة من مراجعات الأقران، بما في ذلك مقالات عن الانتحار والهستيريا والمثلية الجنسية والاكتئاب.
أجرى روبينز في 1956/57 دراسة مجتمعية واسعة النطاق للانتحار في سانت لويس التي شملت مقابلات منظمة مفصلة مع الأشخاص الذين كانوا على اتصال منتظم مع الشخص مسبقًا. وقد لوحظ أن هذا هو المثال الأول المكتمل للممارسة التي سميت بعد ذلك بوقت قصير التشريح النفسي من قبل الباحثين في لوس أنجلوس (سوينر إدوين شنيدمان).
أصبح روبينز رئيس قسم الطب النفسي في عام 1963، على الرغم من وجود علامات مبكرة على ما سيتم تشخيصه لاحقا بالتصلب المتعدد المحتمل. كان روبينز متزوجًا من لي روبينز، وهي عالمة اجتماع مشاركة في الطب النفسي في واشنطن.

## تطوير معايير التشخيص
شكل روبينز فريق عمل ثلاثي وثيق مع صموئيل غوز وجورج وينوكور، ومنذ أواخر الخمسينيات من القرن العشرين، قاموا بتطوير معايير لوضع «نموذج طبي للاضطرابات النفسية» منأثرين بجيرالد كليرمان الذي وافق على نهج «كريبلين» الجديد في عام 1978. تأثر الثلاثي بنظام التصنيف والمبادئ التشخيصية للطبيب النفسي الألماني إميل كريبيلين، الذي نشر مؤخرًا كتابًا علم النفس السريري من قبل الأطباء النفسيين البريطانيين، وبشكل رئيسي ويلي ماير-غروس الذي كان يعمل سابقًا في ألمانيا في نفس معهد كريبلين.
نشر الثلاثي مع العديد من الآخرين في عام 1972 ما يسمى معايير فينر (سميت بعد ذلك على اسم الطبيب النفسي جون جونر المؤلف الرئيسي للورقة، والتي من شأنها أن تصبح الأكثر استشهادًا في الطب النفسي). وقد أدّى ذلك إلى وضع معايير التشخيص البحثي التي تم تطويرها مع روبرت سبيتزر وغيره، والتي شكلت في نهاية المطاف الطبعة الثالثة المؤثرة من الدليل التشخيصي والإحصائي للاضطرابات العقلية التي نشرتها الجمعية الأمريكية للأطباء النفسيين. كما شاركت زوجته لي في تلك التطورات.